# Скорый, Иван Антонович
Иван Антонович Скорый (1912—1980) — участник Великой Отечественной войны, командир стрелкового батальона 561-го стрелкового полка 91-й стрелковой дивизии 51-й армии 4-го Украинского фронта, капитан. Герой Советского Союза.

## Биография
Родился 31 января (12 февраля по новому стилю) 1912 года в селе Татьяновка Российской империи, ныне Березнеговатского района Николаевской области Украины, в крестьянской семье. Украинец.
Окончил 5 классов, профессионально-техническую школу. Работал бригадиром в колхозе.
В Красной Армии с 1934 года. В 1939 году окончил курсы младших лейтенантов. Член ВКП(б)/КПСС с 1940 года. Участник Великой Отечественной войны с июня 1941 года.
Командир стрелкового батальона 561-го стрелкового полка 91-й стрелковой дивизии капитан Иван Скорый особо отличился в период с 12 по 23 октября 1943 года в боях за город Мелитополь Запорожской области Украинской ССР. Отразив атаку противника, вверенный капитану Скорому И. А. батальон на плечах отступающего противника овладел окраиной Мелитополя, а затем южной частью центра города.
После войны И. А. Скорый продолжал службу в армии. В 1947 году окончил Военную академию имени М. В. Фрунзе. С 1958 года полковник Скорый И. А. — в запасе.
Жил в городе Люберцы Московской области. До выхода на пенсию работал старшим приёмщиком промкомбината.
Умер 5 марта 1980 года. Похоронен на Старом Люберецком кладбище.

## Награды
- Указом Президиума Верховного Совета СССР от 1 ноября 1943 года за образцовое выполнение боевых заданий командования на фронте борьбы с немецко-фашистским захватчиками и проявленные при этом мужество и героизм капитану Скорому Ивану Антоновичу присвоено звание Героя Советского Союза с вручением ордена Ленина и медали «Золотая Звезда» (№ 1305).
- Награждён орденами Красного Знамени, Александра Невского, Красной Звезды и медалями.

## Память
- Имя Героя увековечено на Аллея Героев в Мелитополе. В 1993 ему посмертно присвоено звание «Почётный гражданин Мелитополя».